# Cecilia Maria Barthélemon

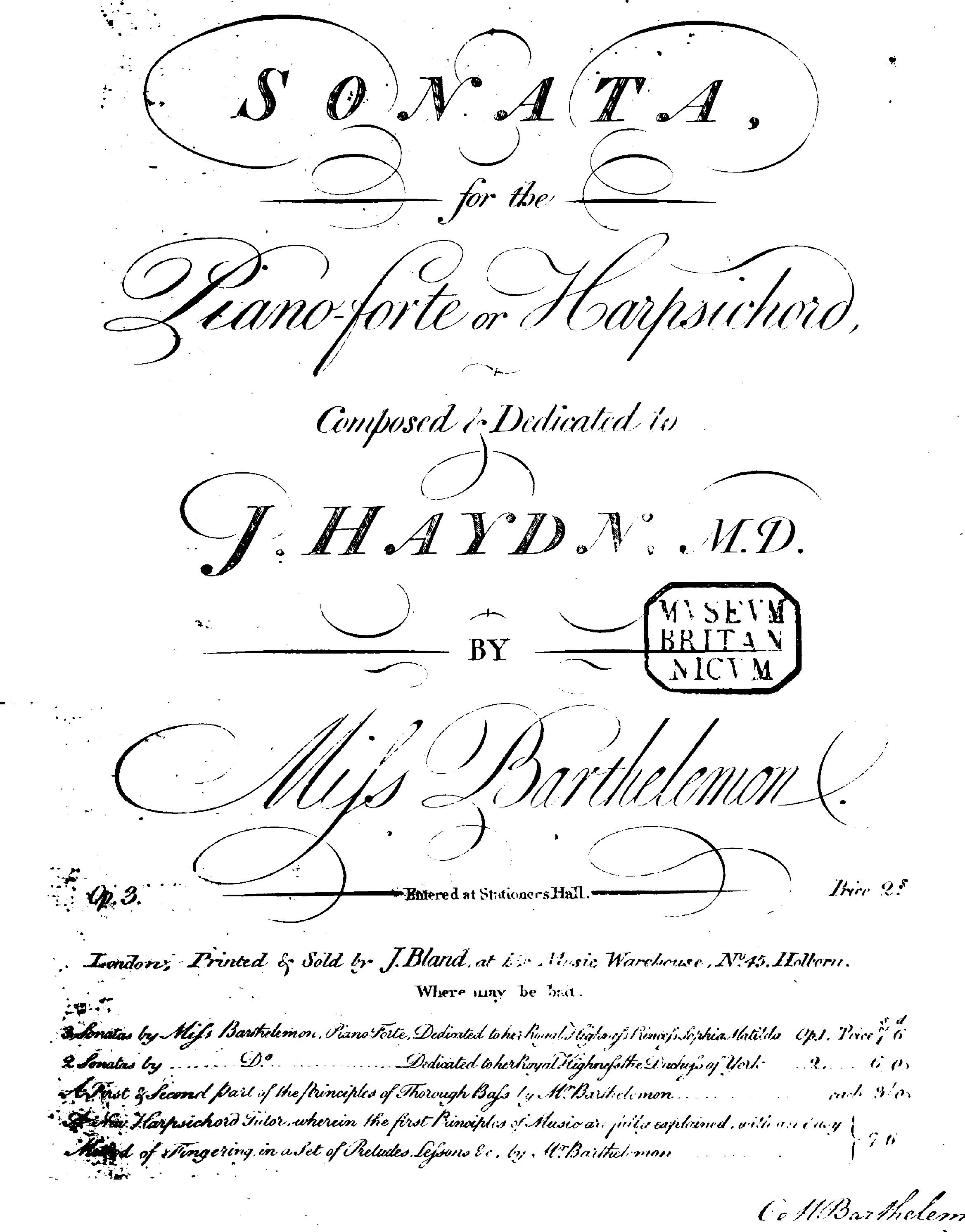
Deckblatt der Sonate Op. 3 mit Widmung an Joseph Haydn

Cecilia Maria Barthélemon (1. September 1767 – 5. Dezember 1859) war eine englische Sängerin, Komponistin, Pianistin und Organistin. Sie veröffentlichte Sonaten und andere Kompositionen.

## Kindheit und Jugend
Cecilia Maria Barthélemon wurde 1767 geboren. Ihre Mutter, Maria Barthélemon, war eine Sängerin und Komponistin. Ihr Vater, François-Hippolyte Barthélemon, war Geiger und Sänger. Von Kindheit an lernte Cecilia Maria Barthélemon von ihren Eltern, zu singen und Cembalo, Klavier, Orgel und Harfe zu spielen. Bis 1788 hatte sie Musikunterricht bei Johann Samuel Schröter.
Von 1771 bis 1772 war Barthélemon mit ihren Eltern auf Konzertreise nach Dublin. 1776 machte die Familie eine Konzertreise nach Deutschland, Frankreich und Italien, wo sie unter anderem vor Maria Karolina von Österreich und ihrem Mann Ferdinand I. sowie vor Marie Antoinette auftrat. Cecilia trug ein Stück aus Giovanni Paesiellos Oper La disfatta di Dario vor.

## Berufsleben
Barthélemon debütierte in London als Sängerin am 3. März 1779 im Haymarket Theatre. Sie sang ein italienisches Duett mit ihrer Mutter. Bei einem Benefizkonzert für ihren Vater im April 1784 spielte Barthélemon ein Klavierkonzert. Ihr Vater begleitete sie auf der Viola d’amore. Außerdem sang sie gemeinsam mit ihrer Mutter ein italienisches Duett.
Barthélemons Musik wurde zwischen 1786 und 1795 veröffentlicht. Ihre erste Veröffentlichung war ein Band aus drei Sonaten für Piano-Forte oder Cembalo und Geige. Vier weitere Sonaten folgten. Als Joseph Haydn in den 1790er Jahren nach England kam, freundete er sich mit der Familie der Barthélemons an. Er schenkte Cecilia Ausgaben seiner Kompositionen und sie widmete ihm einige ihrer Stücke.

## Privatleben
Barthélemon muss zweimal verheiratet gewesen sein. Auf einigen Autographen findet sich der Ehename Hinchcliffe. Am 12. Dezember 1797 heiratete sie Captain Edward Prentis Henslowe, mit dem sie eine Tochter Fanny hatte. Nach ihrer zweiten Eheschließung ist keine weitere öffentliche Konzerttätigkeit von ihr bekannt.
Barthélemon starb am 5. Dezember 1859.

## Kompositionen
Barthélemon vertrieb ihre Kompositionen über Abonnements. Zu ihren Kunden zählten zahlreiche Persönlichkeiten aus dem zeitgenössischen Musikleben, aber auch „His Royal Highness the Prince of Wales“, „Her Majesty the Queen of Naples“ und Joseph Haydn.
- Op. 1: Three Sonatas for the Piano-Forte, or Harpsichord, the Second with an Accompaniment for the Violin, (Drei Sonaten für Piano-Forte oder Cembalo, die zweite mit Begleitung für Violine)1786. Dieser Band ist Princess Sophia Matilda of Gloucester gewidmet.
- Op. 2: Two Sonatas for the Piano-Forte, (Zwei Sonaten für Piano-Forte)1792.
- Op. 3: Sonata for the Piano-Forte or Harpsichord, (Sonate für Piano-Forte oder Cembalo) 1794. Dieses Stück ist Joseph Haydn gewidmet.
- Op. 4: Sonata for the Piano-Forte or Harpsichord, with an Accompaniment for a Violin, (Sonate für Piano-Forte oder Cembalo, mit Begleitung für Geige) 1795.
- The Capture of the Cape of Good Hope, for the piano-forte or harpsichord.